# Ellipteroides pleurolineatus
Ellipteroides pleurolineatus är en tvåvingeart som först beskrevs av Alexander 1929.  Ellipteroides pleurolineatus ingår i släktet Ellipteroides och familjen småharkrankar. Inga underarter finns listade i Catalogue of Life.